# Eetes
Na mitologia grega Eetes, Eétes ou Aietes (em grego clássico: Αἰήτης; romaniz.: Aiḗtēs; em georgiano:  აიეტი, transl. Aiet'i) era um rei da Cólquida (actual Geórgia).
Segundo Epimênides, é originário de Corinto.

## Família
Hélio, filho dos titãs Hiperião e Teia casou-se com Perseis, uma das oceânides, filha de Oceano e de Tétis. Eles tiveram vários filhos: a feiticeira Pasífae os reis Eetes e Perses e a deusa feiticeira Circe. Aloeu também é mencionado como filho de Hélio.
Eetes teve uma filha chamada Medeia. 
Hélio deu dois reinos a seus filhos Aloeu e Eetes: Aloeu recebeu Esópia, e Eetes recebeu Eplireia, mas quando Eetes partiu para a Cólquida, deixou Buno, filho de Hermes e Alcidameia como rei.

## Reinado e filhos
Da sua primeira mulher, a rainha Eidia, teve a Medeia, Calcíope e Absirto.
Eetes é um dos personagens principais da história dos argonautas.